# Geodetska uprava Republike Slovenije
Geodetska uprava Republike Slovenije je organ, ki deluje v okviru Ministrstva za okolje in prostor. V njeno delovno področje sodijo naloge državne geodetske službe, ki obsega vzpostavitev, vodenje in vzdrževanje zbirk podatkov na področju osnovnega geodetskega sistema nepremičnin, državne meje, prostorskih enot in hišnih številk ter topografskega in kartografskega sistema.
Geodetska uprava je sestavljena iz vodstva, glavnega urada, urada za nepremičnine, urada za množično vrednotenje nepremičnin in urada za geodezijo. Regijsko je razdeljena na dvanajst območnih geodetskih uprav.